# Retrato do doge Leonardo Loredan (Giovanni Bellini)
O Retrato do doge Leonardo Loredan (em italiano:  Ritratto del doge Leonardo Loredan) é uma pintura a óleo sobre madeira pintada em 1501 pelo pintor italiano Giovanni Bellini e que se encontra na National Gallery de Londres. 
A obra está assinada "IOANNES BELLINVS" na cartela inserida sob o parapeito, sendo geralmente considerada como o auge da retratística de Bellini.

## História
A pintura é datada de 1501, ou de pouco depois, quando o doge de Veneza Leonardo Loredan tomou posse. A idade de cerca de sessenta e cinco anos coincide com a data. Foi o primeiro retrato oficial de um doge feito a três quartos, marcando uma atualização importante numa tradição veneziana enraizada.
O artista soube usar habilmente o meio relativamente novo do aglutinante oleoso, por exemplo, ao tornar a textura dos tecidos deliberadamente áspera na cor.
A obra foi adquirida pelo Museu em 1844.

## Descrição e estilo

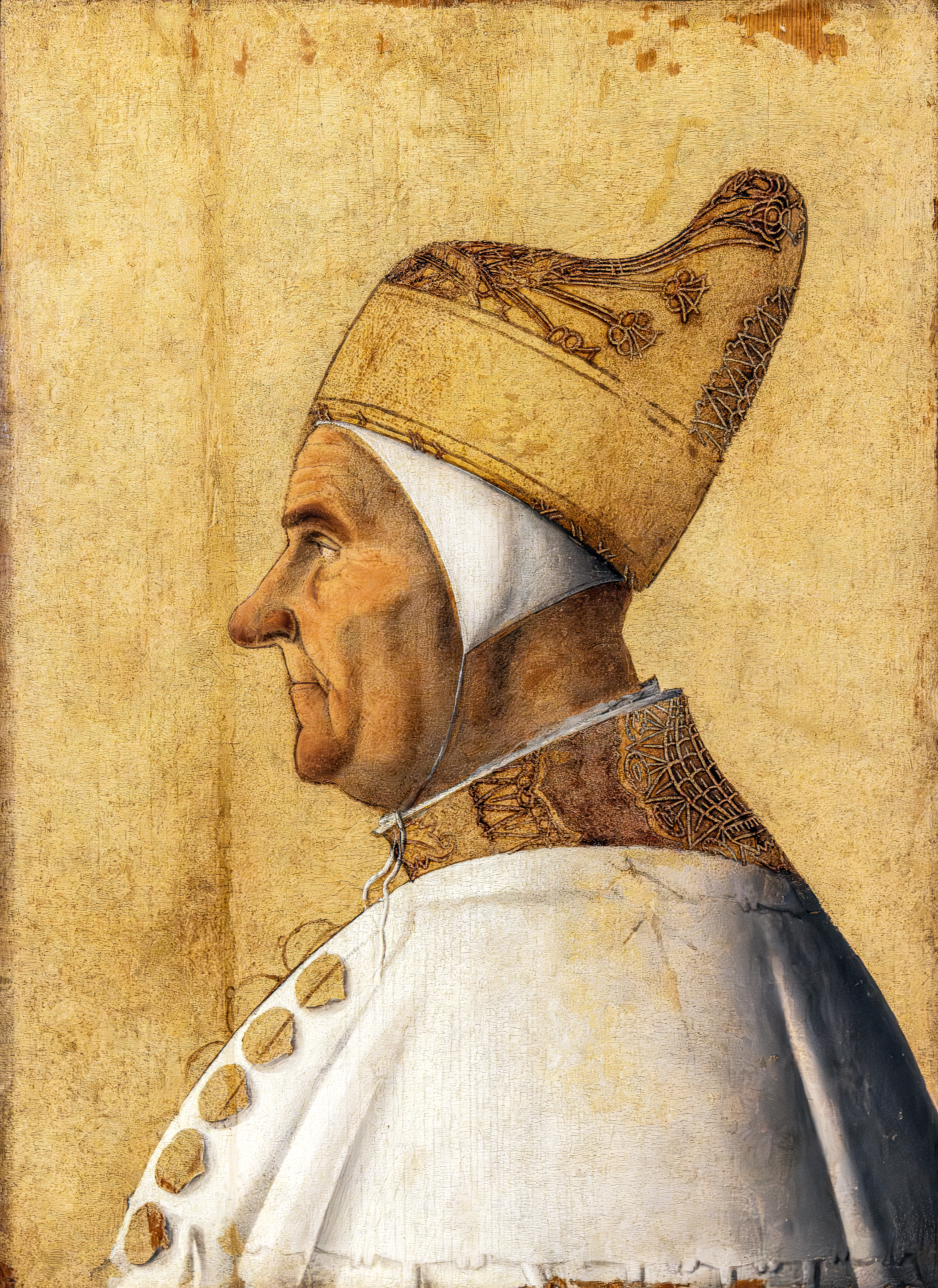
Retrato do doge Giovanni Mocenigo (c. 1478), de Gentile Bellini

O doge Loredan é retratado em traje de cerimónia usando o capacete chamado "corno" ("chifre"), típico dos doges, sobre o camauro com laços, contra um fundo azul, e tendo em frente o habitual parapeito de mármore, em primeiro plano, onde o artista colocou a sua assinatura como que num papel desdobrado.
O doge usa uma capa fechada de brocado branco e dourado, com o motivo da romã (típico de quem governa, porque simbolizava a união dos indivíduos), com gola alta e grandes botões dourados chamados sinos (que de fato soavam como pequenos sinos): apenas ao doge e aos seus familiares era permitido usar ouro, de acordo com as leis suntuárias em vigor.
As regras de Antonello da Messina são aqui bem aplicadas no realismo sutil, que se manifesta na cuidadosa identificação fisionómica concretizada em detalhes como as rugas da testa. O personagem está a três quartos, de acordo com a maneira flamenga introduzida em Veneza por Antonello, e não de perfil, como impunha a tradição iconográfica dos retratos dos doges (imagem ao lado), usada ainda por exemplo por Gentile Bellini.
A dignidade do personagem e do seu cargo é dado pela fixidez e desapego solene, dados pela falta de contato visual com o espectador; a mesma forma de busto lembra os retratos dos antigos imperadores e dá ao sujeito uma aura de poder e prestígio. Em nome da decoração oficial e hierárquica, é proibido a definição psicológica, assim como uma individualização excessiva, distanciando-se da regra hiper-realista de Antonello.
Mas numa apreciação mais minuciosa, Bellini caracterizou o rosto do Doge, diferenciando ligeiramente as duas metades: à direita, as rugas iluminadas por trás sublinham a idade e, em certo sentido, a modéstia de um homem desgastado pelo tempo como qualquer ser humano, e que, com a idade de 65 anos, compreende que o seu poder é limitado pelo tempo de vida; à esquerda, os traços são mais suaves e mais benevolentes, sugerindo o temperamento do homem de fé.